# خوليو سيزار رودريغيز خيمينيز
خوليو سيزار رودريغيز خيمينيز (بالإسبانية: Julio César Rodríguez)‏ (5 ديسمبر 1990 في باراغواي - ) هو لاعب كرة قدم باراغواياني في مركز الوسط. لعب مع أرسنال ساراندي.

## وصلات خارجية
- خوليو سيزار رودريغيز خيمينيز على موقع قاعدة بيانات كرة القدم.إي يو (الإنجليزية)
- خوليو سيزار رودريغيز خيمينيز على موقع Soccerway.com (الإنجليزية)
- خوليو سيزار رودريغيز خيمينيز على موقع عالم كرة القدم.نت (الإنجليزية)